# Cape Fear (1991)
Cape Fear is een Amerikaanse film uit 1991 van regisseur Martin Scorsese. De hoofdrollen worden vertolkt door Nick Nolte en Robert De Niro. De film is een nieuwe versie van de gelijknamige thriller uit 1962 met onder anderen Gregory Peck en Robert Mitchum.

## Inhoud
Sam Bowden is een advocaat. In zijn beginjaren hield hij bewijsmateriaal achter zodat z'n eigen cliënt in de gevangenis zou belanden. Die cliënt was Max Cady, een gevaarlijke verkrachter. In de gevangenis leerde Max lezen, en zo las hij onder andere het verslag van zijn eigen proces na en kwam hij te weten dat zijn advocaat hem had kunnen vrijpleiten.
Ondertussen zijn we 14 jaar later, Max Cady wordt vrijgelaten en gaat zijn gewezen advocaat opzoeken. Max is razend en wil Sam laten boeten. Sam wordt gestalkt, zijn familie bedreigd, hun hond wordt vermoord, enz. Om aan de pesterijen van Max te ontsnappen, besluit de familie Bowden te verhuizen. Maar Max volgt hen en zijn verlangen naar wraak wordt steeds groter. Uiteindelijk komt het tot een dodelijke confrontatie tussen Sam en Max op de Cape Fear-rivier.

## Rolverdeling
| Acteur          | Personage               |
| --------------- | ----------------------- |
| Robert De Niro  | Max Cady                |
| Nick Nolte      | Sam Bowden              |
| Jessica Lange   | Leigh Bowden            |
| Juliette Lewis  | Danielle "Danny" Bowden |
| Joe Don Baker   | Claude Kersek           |
| Robert Mitchum  | Lt. Elgart              |
| Gregory Peck    | Lee Heller              |
| Martin Balsam   | Rechter                 |
| Illeana Douglas | Lori Davis              |
| Fred Thompson   | Tom Broadbent           |

## Prijzen

### Academy Award
- (genomineerd) Best Actor in a Leading Role - Robert De Niro
- (genomineerd) Best Actress in a Supporting Role - Juliette Lewis

### Golden Globe
- (genomineerd) Best Performance by an Actor in a Motion Picture-Drama - Robert De Niro
- (genomineerd) Best Performance by an Actress in a Supporting Role in a Motion Picture - Juliette Lewis

### BAFTA
- (genomineerd) Best Cinematography - Freddie Francis
- (genomineerd) Best Editing - Thelma Schoonmaker

## Feiten
- De hoofdrolspelers uit de originele film uit 1962, Robert Mitchum en Gregory Peck, hebben allebei een kleine rol in deze remake. Dit was trouwens Pecks laatste filmrol.
- Oorspronkelijk was dit een film van Steven Spielberg. Maar de regisseur gaf de taak door aan Martin Scorsese. Spielberg meende dat deze film meteen een succes zou worden en Scorsese zou helpen bij het financieren van zijn volgende projecten. Spielbergs eerste keuze voor de rol van Max Cady was Bill Murray.
- Scorseses eerste keuze voor de rol van Sam Bowden was Harrison Ford. Hij gaf Robert De Niro de opdracht om Ford te bellen.
- De filmmuziek is een bewerking van de originele muziek van Bernard Herrmann voor de film uit 1962. Elmer Bernstein gebruikte bovendien ook nog ongebruikte fragmenten van Herrmann, die hij gecomponeerd had voor Torn Curtain uit 1966.
- Robert De Niro gebruikt voor zijn personage een typisch accent uit het zuiden van de Verenigde Staten. Regisseur Martin Scorsese vond dit een eng accent en dus gebruikte De Niro als grap het accent om berichten achter te laten op Scorseses antwoordapparaat.